# Sculpture néo-classique

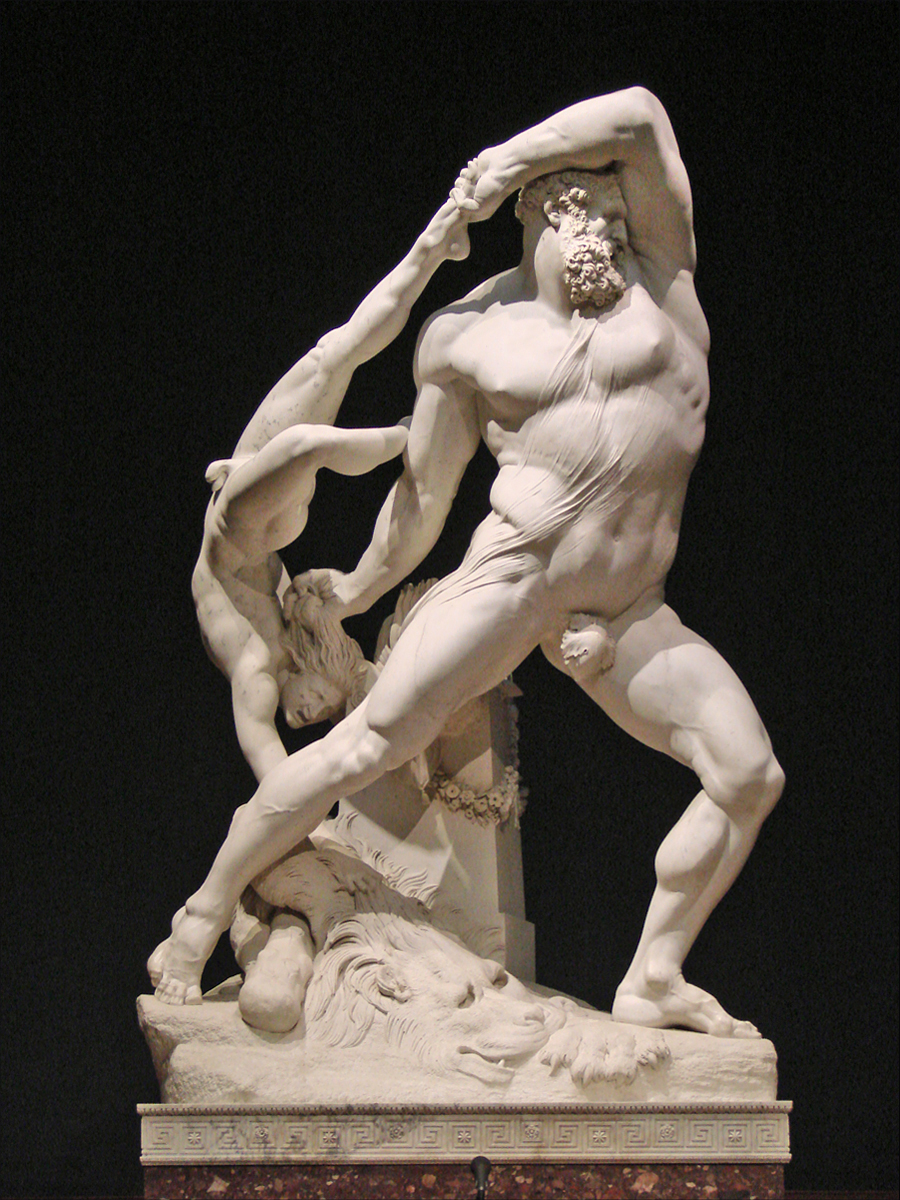
Antonio Canova, Hercule et Lichas (1795-1815), Rome, galerie nationale d'art moderne et contemporain.

La sculpture néo-classique est un courant sculptural issu du néo-classicisme (qui comprend aussi la peinture, l'architecture, la gravure et les arts décoratifs), qui se développe à partir du milieu du XVIIIe siècle et se poursuit jusqu'au milieu du XIXe siècle.

## Historique
La sculpture néo-classique s'inspire de la statuaire antique, grecque et romaine, et est constituée de bustes, bas relief, statues, groupes sculpturaux, et réalisations monumentales. Elle connaît trois périodes dans son évolution, une première période qui voit la transition entre le classicisme et le néo-classicisme (1750-1780), une deuxième période d'apogée du style (1780-1820), et une dernière période de transition avec le romantisme (1820-1840). Des principaux représentants de ce courant, Antonio Canova est considéré comme la figure majeure et le plus important sculpteur de son temps. Les autres sculpteurs importants, sont le Danois Bertel Thorvaldsen, rival de Canova, l'Allemand Johann Gottfried Schadow, le Britannique John Flaxman et les Français Antoine-Denis Chaudet et Joseph Chinard.